# Станкович (Оребич)
42°59′ пн. ш. 17°11′ сх. д. / 42.98° пн. ш. 17.19° сх. д.
Станкович (хорв. Stanković) — населений пункт у Хорватії, в Дубровницько-Неретванській жупанії у складі громади Оребич.

## Населення
Населення за даними перепису 2011 року становило 252 осіб.
Динаміка чисельності населення поселення: